# Sara Strömberg
Sara Helena Strömberg, född 17 mars 1975, är en svensk journalist och författare.

## Biografi
Strömberg är uppvuxen i Västerbotten och Jämtland, och arbetar (2021) som journalist samt kultur- och nöjesredaktör i Östersund på Länstidningen Östersund.
Hon har mellan 2008 och 2020 gett ut åtta barnböcker om Birger – det lilla Storsjöodjuret, vilket gav henne och illustratören Anders Nilsson Östersunds kulturpris 2015.
Hon debuterade som romanförfattare 2021 med deckaren Sly som förlaget beskrev som en spänningsroman i Åsa Larssons anda. DN:s Lotta Olsson kallade boken en ”skickligt berättad spänningsroman” med ”en ovanlig huvudperson”. Vera Bergström ”är ingen superhjälte, utan en medelålders kvinna som kämpar med sina klimakteriebesvär och en svindlande känsla av tomhet”. Hon ”är kantig och uttråkad ... men mordfallet engagerar henne”, och ”en mer komplex bild av Åretrakten framträder”. Den andra boken i serien, Skred, kom ut 2022 och den tredje, Skinn, 2023.

### Böckerna om Vera Bergström
- 2021 –  Sly. Stockholm: Modernista. Libris p3npmp8zm73qnl10. ISBN 9789180230865
- 2022 –  Skred. Modernista. Libris wb9whz03twkg4wgr. ISBN 9789180239400
- 2023 –  Skinn. Modernista. Libris s8l78hznq884qlwf. ISBN 9789180638623
- 2025 –  Sot. Modernista. ISBN 9789181085051

### Böckerna om Birger
Författare: Sara Strömberg, illustrationer: Anders Nilsson
- 2008 –  Birger – det lilla Storsjöodjuret. Östersund: Nestor Design. Libris 10862079. ISBN 9789163319297
- 2008 –  Birger – det lilla Storsjöodjuret reser till mamma. Östersund: Nestor Design. Libris 11234627. ISBN 9789163336362
- 2010 –  Birger – det lilla Storsjöodjuret. Piraterna. Östersund: Nestor Design. Libris 12040631. ISBN 9789163336379
- 2012 –  Birger – det lilla Storsjöodjuret simmar vart han vill. Östersund: Nestorville. Libris 13550282. ISBN 9789163717284
- 2014 –  Birger – det lilla Storsjöodjuret. Olika odjur. Östersund: Nestorville. Libris 17065656. ISBN 9789163768286
- 2016 –  Birger – det lilla Storsjöodjuret hittar på. Östersund: Nestorville. Libris 19776457. ISBN 9789163768293
- 2018 –  Birger – det lilla Storsjöodjuret. Önskestenen. [Östersund]: Nestorville. Libris s24p7r2lq50qst1l. ISBN 9789198508604
- 2020 –  Birger – det lilla Storsjöodjuret letar överallt. [Östersund]: Nestorville. Libris 2f7pjpns0112cgzz. ISBN 9789198508635

## Utmärkelser
- 2015 – Östersunds kulturpris, till Sara Strömberg och illustratören Anders Nilsson, för barnböckerna om Birger – det lilla Storsjöodjuret, med motiveringen "Böckerna bjuder på god berättarkonst i kombination med ett gott artistiskt uttryck där äventyr och bus blandas med värme och empati i en färgstark blandning. De har med sina böcker och figuren Birgers flitiga närvaro på sociala medier bidragit med att sätta Östersund och Storsjön på kartan."[2]